# 衝突解決
衝突解決（英語：Conflict resolution）被概念化為促進和平並結束衝突和報復所涉及的方法和過程。團體成員試圖通過積極地向團體的其他成員傳達有關他們相互衝突的動機或意識形態的訊息（例如，意圖，即持有某些信念的原因），並透過參與集體談判來解決團體衝突。  在處理衝突的方式上，解決的維度通常與衝突的維度平行。認知解決在於爭論者理解和看待衝突的方式，包括信仰、觀點、理解和態度。情感解決在於爭論者對衝突的感受，即情緒能量。行為解決反映了爭論者的行為方式。 最終存在解決衝突的廣泛方法和程序，包括談判、調解、調解仲裁、外交和創造性的和平建設（英語：Peacebuilding）。
在某些情境下，衝突解決也可與爭議解決（英語：Dispute resolution）互相替換，其中仲裁和訴訟程序非常重要。衝突解決的概念可以被認為包括衝突各方使用非暴力抵抗措施以促進有效解決。